# Scandalli
La Scandalli, nota anche in passato come Scandalli F.lli ed ora conosciuta come Scandalli Accordions srl, è una ditta produttrice di fisarmoniche con sede a Camerano.

## Storia dell'azienda

### 1916: La nascita dellaScandalli F.lli
La Scandalli F.lli nasce a Camerano nel 1916, quando Silvio Scandalli (1889-1977) assieme ai fratelli Enrico ed Albino, iniziò a produrre fisarmoniche in un piccolo laboratorio casalingo, per poi venderle nella vicina Loreto, meta di pellegrinaggio per numerosi fedeli.
È del 1923 uno dei primi contratti di vendita con cui i fratelli Scandalli si impegnavano a costruire 25 organetti all'anno per il belga Giuseppe Fieres di Mont-Saint-Amand-lez-Gan. Nel 1930 la Scandalli F.lli era cresciuta fino ad aprire un nuovo stabilimento che contava un centinaio di operai ed una produzione di 10 fisarmoniche giornaliere.

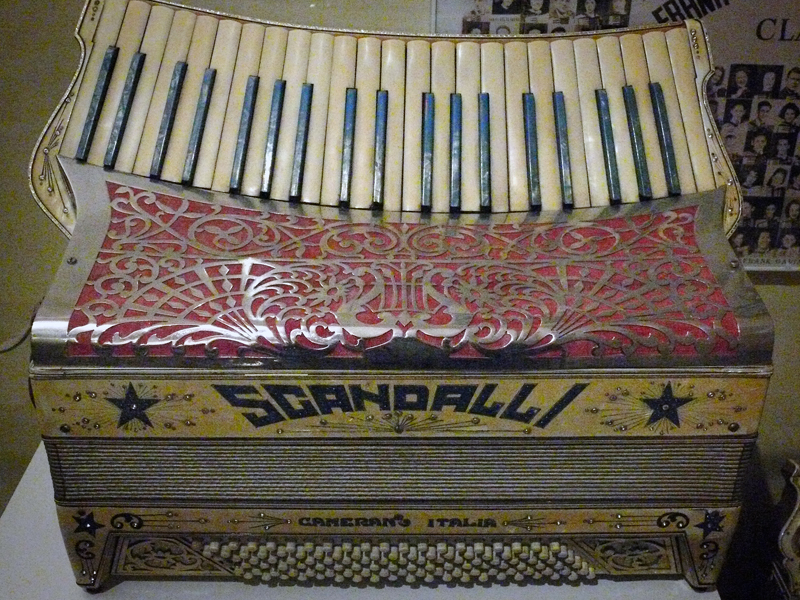
Foto di una Scandalli della prima metà del '900 conservata presso il Museo Internazionale della Fisarmonica di Camerano

In quegli anni in cui la meccanica dello strumento era in continua elaborazione e rinnovamento, molto importante fu l'attività di ricerca dell'azienda, testimoniata dai numerosi progetti presentati presso l'Ufficio Brevetti di Milano: il primo, del 1924, portava il titolo di "Perfezionamento nei dispositivi meccanici a tasto per combinare più voci in accordo nelle fisarmoniche a mantice", mentre nel 1932 fu inventato un sistema che permetteva di smontare la parte degli organi meccanici di comando sia dei bassi che degli accordi. Negli anni successivi poi, Silvio Scandalli decise di inserire nell'azienda un piccolo reparto di ricerca e brevetti.

### 1946: La nascita dellaFarfisa
Nel 1946 la Scandalli F.lli si unì alla "Settimio Soprani" di Castelfidardo ed alla "N. Frontalini & F." di Numana, formando così la FAbbriche Riunite di FISArmoniche, meglio nota con l'acronimo Farfisa.
Nel 1948, la Scandalli F.lli impiegava nella sua azienda 450 persone per una produzione di oltre 1000 fisarmoniche al mese.
Su impulso dell’azienda nacque il CDMI (Centro Didattico Musicale Italiano): grandi compositori scrissero metodi per fisarmonica, oltre a varie composizioni ed opere didattiche per le Edizioni Musicali Farfisa. Nacque anche la rivista musicale “Fisarmonica”, oggi diventata “Strumenti&Musica”.
Nei primi anni '50 Silvio Scandalli fece partire un ambizioso progetto: con i migliori tecnici dell’azienda creò un modello di fisarmonica di qualità altissima, che diventò in breve il sogno di ogni musicista: il SUPER VI, tuttora insuperato esempio di strumento musicale industriale realizzato con cura artigianale.
Farfisa per lungo tempo fu la leader assoluta del settore della fisarmonica, producendo e distribuendo oltre 180 esemplari al giorno, esportati in tutto il mondo.
Nel 1964 agli stabilimenti di Camerano e Castelfidardo se ne aggiunse un altro ad Aspio Terme di Camerano, per un totale di oltre 42.000 mq; in questo periodo Silvio Scandalli e Settimio Soprani erano a capo di un’industria che, oltre alle fisarmoniche, produceva anche chitarre, pianoforti, organi elettronici, amplificatori…. Infatti, dai primi anni 1960, la Farfisa cominciò a produrre anche organi elettrici ed elettronici, la cui prima serie Compact è stata la più nota ed apprezzata, in special modo nei generi beat, rock e leggera. Gli organi elettronici Farfisa furono utilizzati da grandi star del rock e del pop, come Richard Wright dei Pink Floyd, John Paul Jones dei Led Zeppelin, Elton John, che in "Crocodile Rock" suonava un organo Farfisa.

### 1988: La crisi della Farfisa ed il ritorno a Scandalli
Dopo un lungo periodo di crisi produttiva e finanziaria, con la cessione a varie multinazionali giapponesi ed americane, nel 1984 la Farfisa cessò di esistere come azienda multi-prodotto e si divise nei vari settori.
La Farfisa venne acquisita nel 1985 dall'ing. Paolo Bontempi, titolare della Bontempi S.p.A. di Potenza Picena. Fallito l'ennesimo piano di rilancio della produzione, l'azienda cessò definitivamente l'attività nel 1988.
Il marchio SCANDALLI, sotto la guida di Mirco Patarini, Leonardo e Luciano Menghini tornò ad occuparsi solo di fisarmoniche di qualità, destinate ad artisti di tutto il mondo, prodotte oggi dalla “Scandalli Accordions srl”.
Oggi la missione della SCANDALLI Accordions srl è rimanere fedele alla tradizione di qualità dei prodotti, applicando gli stessi standard alle fisarmoniche a bassi sciolti suonate dai concertisti moderni.